# 확장 파일 속성
확장 파일 속성(Extended file attributes)은 사용자가 컴퓨터 파일을 파일 시스템에서 해석되지 않는 메타데이터와 연결할 수 있도록 하는 파일 시스템 기능인 반면, 일반 속성은 파일 시스템에 의해 엄격하게 정의된 목적(예: 생성 및 수정 시간에 대한 권한 또는 기록)을 갖는다. 일반적으로 최대 파일 크기만큼 클 수 있는 포크와 달리 확장 속성은 일반적으로 최대 파일 크기보다 훨씬 작은 값으로 크기가 제한된다. 일반적인 용도에는 문서 작성자, 일반 텍스트 문서의 문자 인코딩, 체크섬, 암호화 해시 또는 디지털 인증서, 임의 액세스 제어 정보 저장이 포함된다.
유닉스 계열 시스템에서 확장 속성은 일반적으로 xattr로 축약된다.

## 같이 보기
- 파일 특성